# ラフォーレ原宿

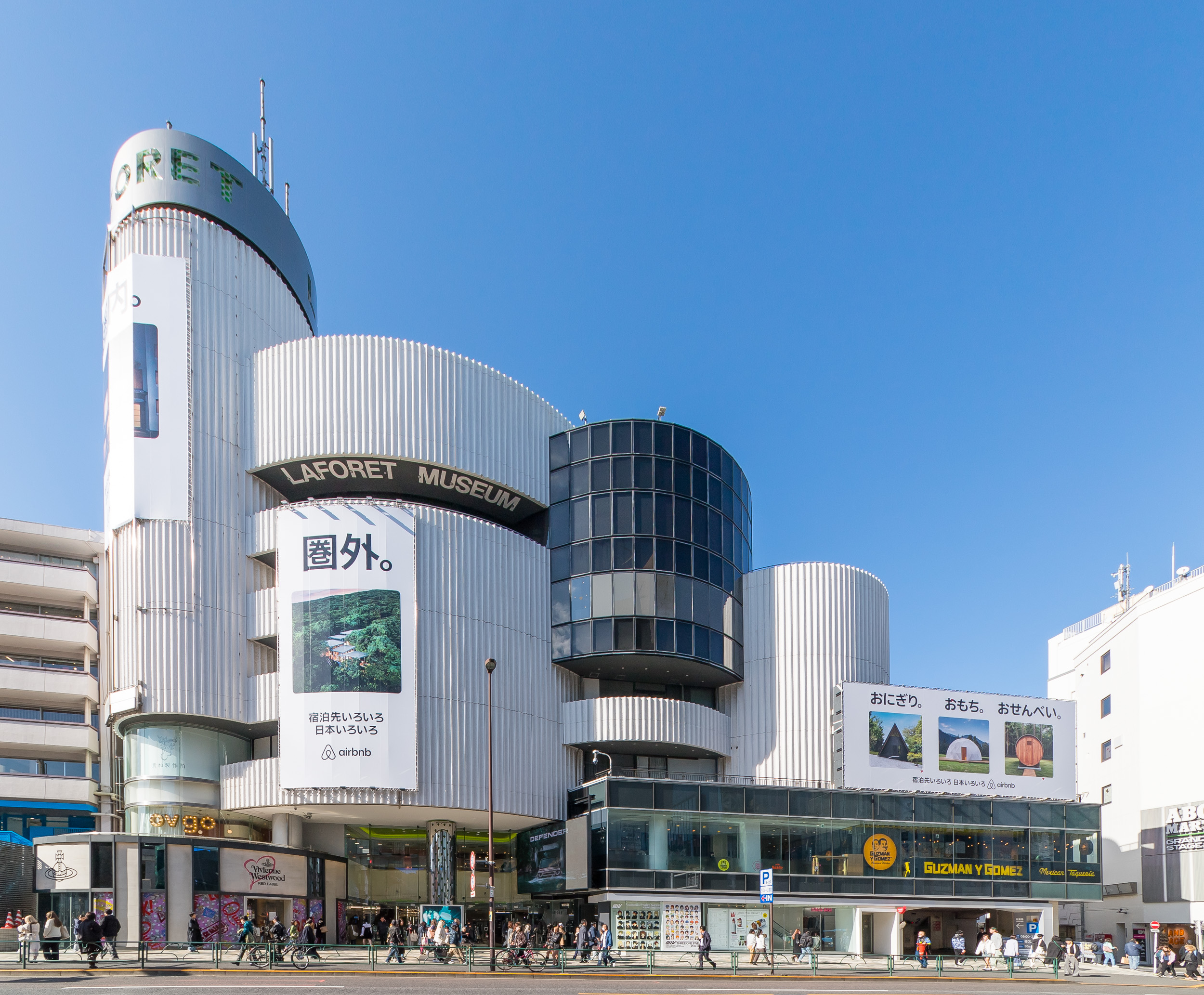
ラフォーレ原宿の外観（2024年撮影）

ラフォーレ原宿（ラフォーレはらじゅく、Laforet HARAJUKU）は、原宿・表参道（東京都渋谷区神宮前一丁目）にあるショッピングセンター、ファッションビルである。森ビル株式会社が運営している。
かつては愛媛県松山市、福岡県北九州市、新潟市にも同名の系列施設が設置されていた。

## 概要
1978年（昭和53年）10月、表参道と明治通りとの神宮前交差点（渋谷区神宮前一丁目）に、現在の地上6階、地下2階建ての建物が竣工。若者向けのファッションビルとして開業した。ラフォーレ原宿が建設される以前、この場所は穏田三丁目という住所で、交差点の角はセブンスデー・アドベンチスト教団の東京中央教会、その北側隣りは伝説的なドライブイン・レストラン「ルート5」であった。
計画された当時の原宿エリアは、山手線・原宿駅を挟んだ西側にある明治神宮の近隣という性格が強かった。一方で、原宿セントラルアパートや歩行者天国に集まりファッションやアート、音楽を志す若者が増えつつあり、そうした人々に場を提供しようとファッションビル建設が決まった。開業後は地元商店街と連携したり、1982年からはラフォーレミュージアム原宿で舞台上演を始めたりするなど、「ファッションのまち、原宿」を国内外にアピールする役割を担った。
こうしてラフォーレはこの地区のランドマークとなるとともに、流行のファッショントレンドを発信、またここからは多くの若手ファッションクリエイターや起業家などが生まれた。さらに、ラフォーレはユニークなイベントの企画や、インパクトのある広告活動などでもしばしば話題となった。
「ラフォーレ (La Forêt)」とはフランス語で「森 (The Forest)」の意であり、設置・運営者である森ビルに由来している。建物としてのラフォーレ原宿は延べ床面積が15,672平米であり、所在地の敷地面積は2,776平米である。

## ラフォーレミュージアム
森ビル流通システムが運営する多目的ホール「ラフォーレミュージアム (Laforet Museum)」が、ラフォーレ原宿（本店）の6階に設置されている。
ラフォーレミュージアム原宿は、ラフォーレ原宿が開業した4年後の1982年（昭和57年）に設置された。また、1993年（平成5年）10月から2016年（平成28年）10月の期間において、ラフォーレミュージアム六本木を六本木ファーストビルに設置していた。

## 過去に存在した店舗

### 松山
地方出店第一号として1983年（昭和58年）12月に愛媛県松山市松山中央商店街に開業したが、建物の老朽化などを理由に2008年（平成20年）1月27日をもって閉店した。

### 小倉
1993年（平成5年）、地元企業・小倉興産（元住友金属工業子会社）が42.1%を出資して北九州市小倉北区浅野に開業したが、2007年（平成19年）1月28日をもって閉店した。
出資者であった小倉興産は閉店半年前の2006年（平成18年）7月にアパマンショップホールディングスに吸収合併されており、アパマンショップHDにより2012年（平成24年）4月に、北九州市漫画ミュージアムを中心とした漫画・アニメをコンセプトとするビル「あるあるCity」としてリニューアルオープンした。

### 新潟
1994年（平成6年）、同年に完成した複合ビル「ネクスト21」の商業施設として開業。同ビルの地下1階から地上5階に入居し、「ラフォーレ原宿・新潟」の名称で営業していた。開業当初は松山（愛媛県）、小倉（北九州市）に続く3店目の地方店舗であった。しかし、1996年をピークに売上が減少。2011年からは地上1階から4階までに売場面積を縮小して営業を続けていたが、2016年1月31日をもって閉店した。